# 卡爾·奧古斯特·腓特烈
卡爾·奧古斯特·腓特烈（德語：Karl August Friedrich，1704年9月24日—1763年8月29日），瓦爾德克和皮爾蒙特親王，1728年至1763年在位。

## 家庭
1741年，卡爾·奧古斯特·腓特烈與普法爾茨-茨魏布呂肯伯爵克里斯蒂安三世的女兒克莉絲蒂安·亨麗埃特結婚，兩人共有3子2女：
1. 腓特烈·卡爾·奧古斯特（1743年—1812年）
2. 克里斯蒂安·奧古斯特（英语：Christian August, Prince of Waldeck and Pyrmont）（1744年—1798年）
3. 格奧爾格（1747年—1813年）
4. 卡羅琳（英语：Princess Caroline of Waldeck and Pyrmont）（1748年—1782年）
5. 路易絲（德语：Luise von Waldeck）（1751年—1817年）